# Pilot Pen Tennis 2006
Pilot Pen Tennis 2006 er en tennisturneringen som bliver spillet på hard courts. Det var den 22. udgave af turneringen. Pilot Pen Tennis, er en del af 2006 ATP Tour, og 2006 WTA Tour. Den foregik på Cullman-Heyman Tennis Center i New Haven, USA, fra den 20 August til den 26 August, 2006.

## Mestere

### Herresingleingles
Uddybende artikel: Pilot Pen Tennis 2006 - Herresingle
 Nikolay Davydenko - Agustín Calleri 6-4, 6-3.

### Damesingle
Uddybende artikel: Pilot Pen Tennis 2006 - Damesingle
 Justine Henin - Lindsay Davenport 6-0, 1-0 ret.

### Herredouble
Uddybende artikel: Pilot Pen Tennis 2006 - Herredouble
 Jonathan Erlich /  Andy Ram def.  Mariusz Fyrstenberg /  Marcin Matkowski 6-3, 6-3.

### Damedouble
Uddybende artikel: Pilot Pen Tennis 2006 - Damedouble
 Zi Yan /  Jie Zheng def.  Lisa Raymond /  Samantha Stosur 6-4, 6-2.

## Eksterne links
- Official website
- Men's Singles Draw (Webside ikke længere tilgængelig)
- Men's Doubles Draw (Webside ikke længere tilgængelig)
- Men's Qualifying Singles Draw (Webside ikke længere tilgængelig)
- Women's Singles, Doubles and Qualifying Singles Draws Arkiveret 3. september 2020 hos  Wayback Machine